# Orocó
Orocó is een gemeente in de Braziliaanse deelstaat Pernambuco. De gemeente telt 14.279 inwoners (schatting 2009).